# Tadas
Tadas är en ort i Indien.   Den ligger i distriktet Haveri och delstaten Karnataka, i den sydvästra delen av landet, 1 500 km söder om huvudstaden New Delhi. Tadas ligger 655 meter över havet och antalet invånare är 7 800.
Terrängen runt Tadas är platt. Runt Tadas är det tätbefolkat, med 319 invånare per kvadratkilometer. Närmaste större samhälle är Shiggaon, 18,5 km sydost om Tadas. Trakten runt Tadas består till största delen av jordbruksmark.